# Belvidere (Nebraska)
Belvidere és una població dels Estats Units a l'estat de Nebraska. Segons el cens del 2000 tenia 98 habitants.

## Demografia
Segons el cens del 2000, Belvidere tenia 98 habitants, 40 habitatges, i 21 famílies. La densitat de població era de 78,8 habitants per km².
Dels 40 habitatges en un 30% hi vivien nens de menys de 18 anys, en un 45% hi vivien parelles casades, en un 7,5% dones solteres, i en un 47,5% no eren unitats familiars. En el 42,5% dels habitatges hi vivien persones soles el 17,5% de les quals corresponia a persones de 65 anys o més que vivien soles. El nombre mitjà de persones vivint en cada habitatge era de 2,45 i el nombre mitjà de persones que vivien en cada família era de 3,62.
Per edats la població es repartia de la següent manera: un 30,6% tenia menys de 18 anys, un 6,1% entre 18 i 24, un 22,4% entre 25 i 44, un 29,6% de 45 a 60 i un 11,2% 65 anys o més.
L'edat mediana era de 40 anys. Per cada 100 dones de 18 o més anys hi havia 78,9 homes.
La renda mediana per habitatge era de 26.250 $ i la renda mediana per família de 48.750 $. Els homes tenien una renda mediana de 19.583 $ mentre que les dones 17.500 $. La renda per capita de la població era de 20.278 $. Cap de les famílies i el 7,2% de la població estaven per davall del llindar de pobresa.

## Poblacions més properes
El següent diagrama mostra les poblacions més properes.